# Makoșîne
Makoșîne (în ucraineană Макошине) este o așezare de tip urban din raionul Mena, regiunea Cernihiv, Ucraina. În afara localității principale, mai cuprinde și satul Ostapivka.

## Demografie
Componența lingvistică a așezării de tip urban Makoșîne
     Ucraineană (95,77%)
     Rusă (3,78%)
     Alte limbi (0,38%)
Conform recensământului din 2001, majoritatea populației așezării de tip urban Makoșîne era vorbitoare de ucraineană (95,77%), existând în minoritate și vorbitori de rusă (3,78%).